# Tiger feint kick
El tiger feint kick es un movimiento de Lucha libre profesional, también conocida como patada de tigre inversa, péndulo,  619 o 718, muy usada en México y Japón. Más adecuada a ser aplicada por luchadores de medianos a pequeños (de hasta 1.75 m de altura).

## Descripción
Golpe de patada volado girando con eje de giro vertical en ambas manos, sostenidas entre las cuerdas 3 y 2 o 2 y 1 o el poste. Normalmente se aplica con los pies, empeines, espinillas o rodillas.
Aunque no es imprescindible, el oponente puede estar  casi vencido sosteniéndose de la cuerda 2 con ambas manos y orientado hacia afuera del ring, para recibir la tiger feint kick.
Se considera una patada de remate o finalización de set. Por ser muy vistoso y poco común puede ser usado como firma por algunos luchadores.

## Características
- Parte del cuerpo del que patea estará al menos 180 grados fuera del ring.
- No puede ser de muy alta velocidad por la fuerza centrífuga del que patea, por lo que es relativamente segura para el que recibe la patada.
- Su grado de dificultad es alto, ya que requiere de luchadores sumamente ágiles.

## Luchadores
Es usado entre otros por Black Shadow, Místico y Rey Mysterio.